# Alanya

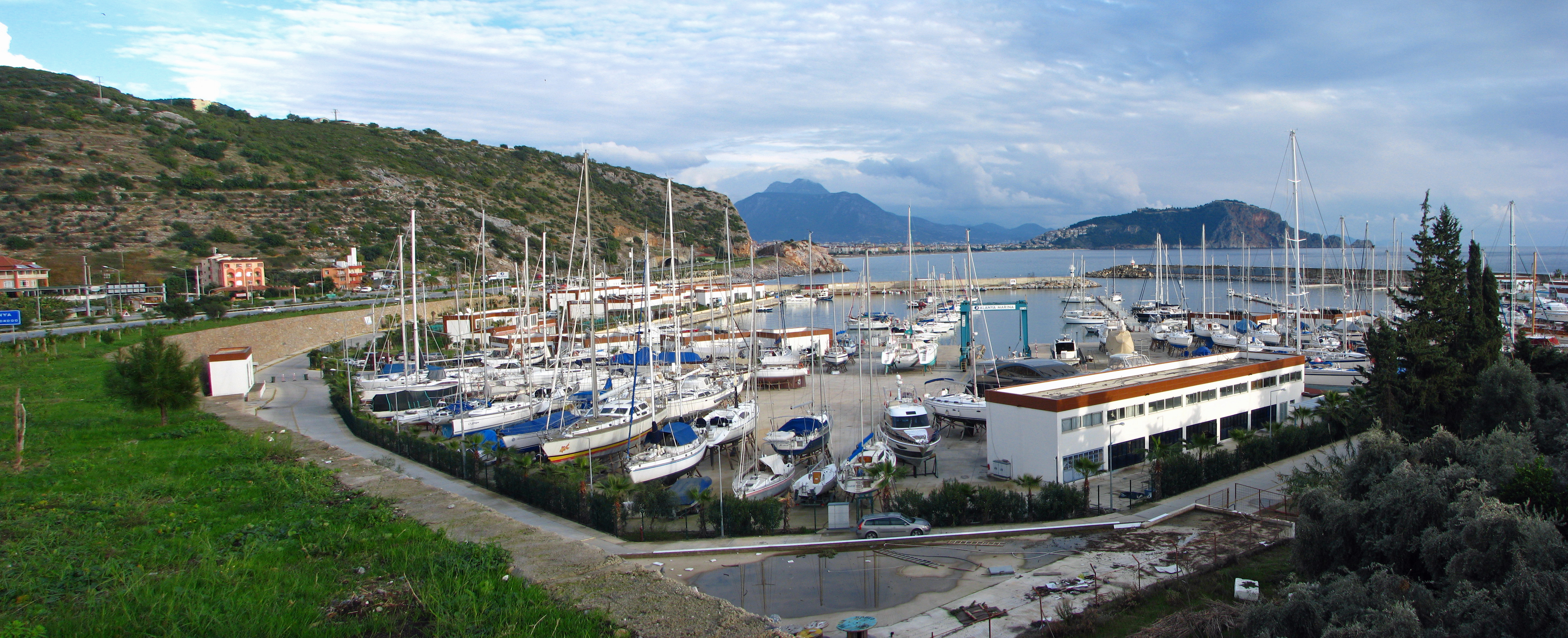
Alanya Marina.

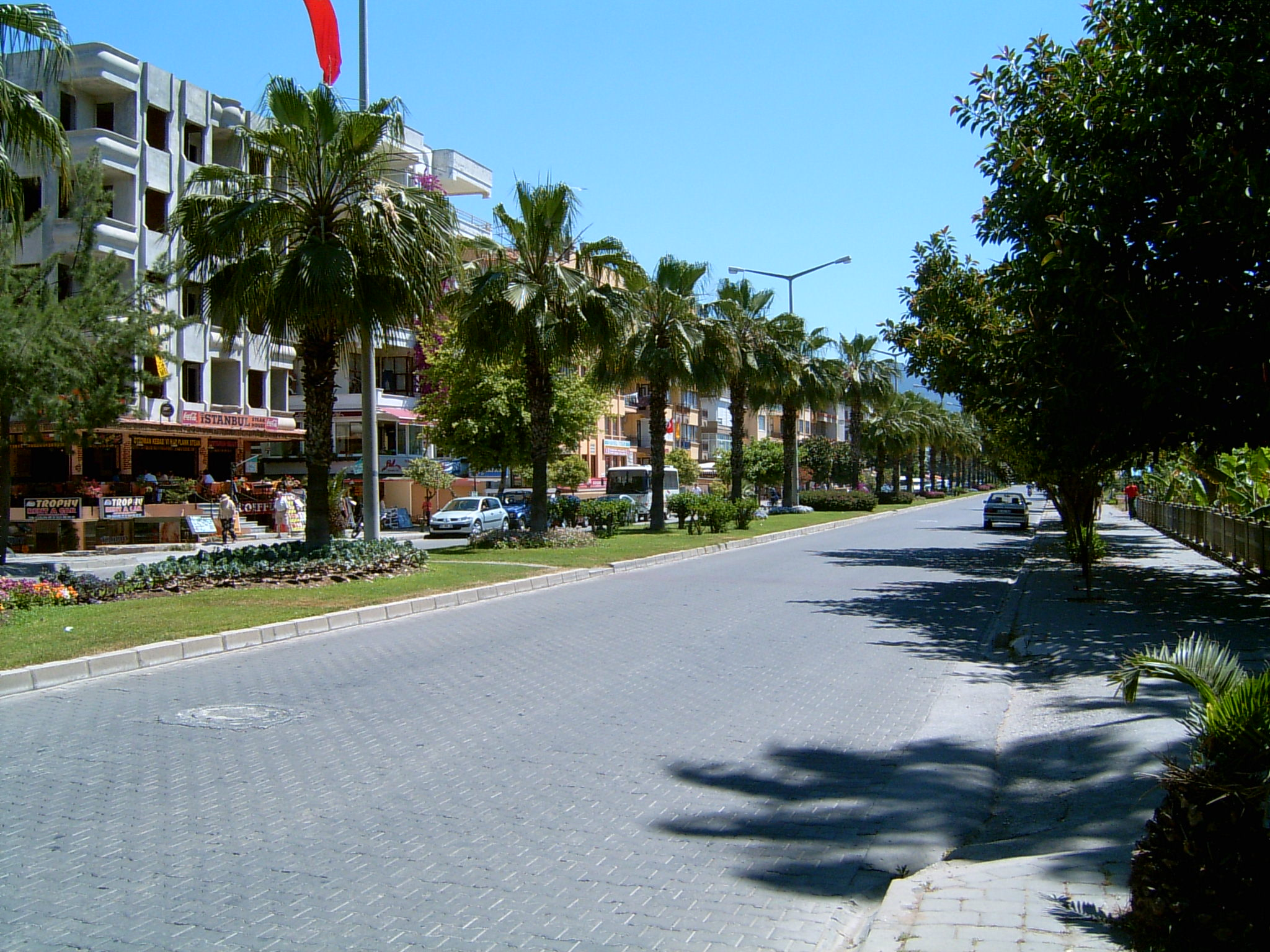
Huvudgatan i Alanya.

Alanya är en stad i provinsen Antalya i sydvästra Turkiet. Den är belägen på en liten halvö vid foten av Taurusbergen, cirka 140 kilometer sydöst om staden Antalya på Anatoliens sydkust mot Medelhavet. Invånarantalet uppgick till 103 673 i slutet av 2011. Varje sommar besöks staden av mängder av turister, främst skandinaviska,  tyska, ryska, polska, nederländska, slovakiska och tjeckiska turister. Alanya har kommit att bli ett av svenskarnas mest populära semestermål. Närmaste flygplats är Gazipaşa, 42 kilometer från staden. 
Staden har även en större hamn, där kryssningsfartyg angör (t.ex. från och till Cypern, den turkcypriotiska delen) särskilt under sommarmånaderna. Tack vare turismen och expansionen har handeln ökat markant. Infrastrukturen moderniseras och förbättras för varje år, vilket inte minst märks längs strandpromenaderna, där utomhusgym, cykel- och gångvägar anlagts.
Staden grundades som Alaiye ("Alis stad") på 1200-talet av seldjukerna runt en borg uppe på en 250 meter hög klippa vid kusten. Försvarsverket Kizil kule uppfördes 1226. Numera återstår endast borgen på klippan och den moderna staden breder ut sig nedanför denna. År 1933 döptes staden om till Alanya. Sedan 1960-talet har den vuxit rejält, främst tack vare turismen som blomstrat stort sedan 1980-talet. 
I lokalvalen 2014 bestämdes att grannområden till Alanya, bland annat Mahmutlar och Kestel, skulle upptas i storkommunen. I Kestel-området ligger även Dimcay, en av Turkiets - och världens - största droppstensgrottor. 
Alanyas svenska vänort är Borås. 
Ett allt större antal utländska personer har köpt semesterbostad i Alanya- och Antalyaområdet. Väder, mat, kultur och låga priser lockar både västeuropéer, iranier och ryssar.

## Klimat
Alanya har ett subtropiskt medelhavsklimat med heta, soliga somrar och svala, nederbördsrika vintrar. Högsta medeltemperaturen under den varmaste månaden augusti är 31°C med omkring 21°C på natten. Årsnederbörden är cirka 1 180 mm; somrarna är dock regnfria.
Normala temperaturer och nederbörd i Alanya:
|                                            | Jan | Feb | Mar | Apr | Maj | Jun | Jul | Aug | Sep | Okt | Nov | Dec |
| ------------------------------------------ | --- | --- | --- | --- | --- | --- | --- | --- | --- | --- | --- | --- |
| Normaldygnets maximitemperaturs medelvärde | 16  | 16  | 18  | 21  | 24  | 28  | 31  | 31  | 30  | 26  | 21  | 17  |
| Normaldygnets minimitemperaturs medelvärde | 8   | 8   | 9   | 12  | 15  | 19  | 21  | 21  | 19  | 15  | 11  | 9   |
|                                            |     |     |     |     |     |     |     |     |     |     |     |     |
| Nederbörd                                  | 229 | 172 | 103 | 60  | 31  | 8   | 3   | 6   | 10  | 78  | 159 | 225 |

| Diagram | temperaturer i °C • månadsnederbörd i mm | temperaturer i °C • månadsnederbörd i mm | temperaturer i °C • månadsnederbörd i mm | temperaturer i °C • månadsnederbörd i mm | temperaturer i °C • månadsnederbörd i mm | temperaturer i °C • månadsnederbörd i mm | temperaturer i °C • månadsnederbörd i mm | temperaturer i °C • månadsnederbörd i mm | temperaturer i °C • månadsnederbörd i mm | temperaturer i °C • månadsnederbörd i mm | temperaturer i °C • månadsnederbörd i mm | temperaturer i °C • månadsnederbörd i mm |
|         | 229 16 8                                 | 172 16 8                                 | 103 18 9                                 | 60 21 12                                 | 31 24 15                                 | 8 28 19                                  | 3 31 21                                  | 6 31 21                                  | 10 30 19                                 | 78 26 15                                 | 159 21 11                                | 225 17 9                                 |

Den årliga genomsnittliga havstemperaturen är runt 21 °C, med 28 °C som höjdpunkt i augusti, och 16 °C som lågpunkt under vintern.
| Jan   | Feb   | Mar   | Apr   | Maj   | Jun   | Jul   | Aug   | Sep   | Okt   | Nov   | Dec   |
| ----- | ----- | ----- | ----- | ----- | ----- | ----- | ----- | ----- | ----- | ----- | ----- |
| 17 °C | 16 °C | 17 °C | 18 °C | 21 °C | 24 °C | 27 °C | 28 °C | 27 °C | 24 °C | 21 °C | 18 °C |

## Världsarvsstatus
Den 24 februari 2000 sattes Alanya upp på Turkiets tentativa världsarvslista.